# Wereldkampioenschappen kunstschaatsen 1976
De Wereldkampioenschappen kunstschaatsen 1976 werden gevormd door vier toernooien die door de Internationale Schaatsunie werden georganiseerd.
Het WK evenement van 1976 vond van 2 tot en met 7 maart plaats in het Scandinavium in Göteborg, Zweden. Het was voor de twaalfde keer dat de wereldkampioenschappen kunstschaatsen in Zweden plaatsvonden. Voor Göteborg was de hoofdstad Stockholm elf keer gaststad, de laatste keer in 1947.
Voor de mannen was het de 66e editie, voor de vrouwen de 56e editie, voor de paren de 54e editie, en voor de ijsdansers de 24e editie.

## Deelname
Er namen deelnemers uit 22 landen deel aan deze kampioenschappen. Zij vulden 78 startplaatsen in. Voor het eerst nam er een vertegenwoordiger uit Nieuw-Zeeland deel, Gay Le Comte nam deel in het vrouwentoernooi. Nieuw-Zeeland was het 29e land dat aan de WK kunstschaatsen deelnam.
Voor Nederland nam titelverdedigster Dianne de Leeuw voor de vijfde keer deel aan het WK kunstschaatsen.
(Tussen haakjes het totaal aantal startplaatsen over de disciplines.)
| Sovjet-Unie (10) Verenigde Staten (10) Canada (8) Duitse Democratische Republiek (6) Verenigd Koninkrijk (6) West-Duitsland (6) | Polen (4) Tsjecho-Slowakije (4) Italië (3) Japan (3) Oostenrijk (3) Denemarken (2) | Finland (2) Frankrijk (2) Zweden (2) Australië (1) Hongarije (1) | Nederland (1) Nieuw-Zeeland (1) Noorwegen (1) Zuid-Korea (1) Zwitserland (1) |

## Medailleverdeling
Bij de mannen werd John Curry de 26e wereldkampioen en was hij de tweede Brit die de wereldtitel behaalde. Hij trad hiermee in de voetsporen van Graham Sharp die in 1939 de titel behaalde. Het was voor Curry zijn tweede medaille, in 1975 werd hij derde. Vladimir Kovalev uit de Sovjet-Unie op plaats twee veroverde zijn derde WK medaille, in 1972 werd hij derde en in 1975 ook tweede. De Oost-Duitser Jan Hoffmann op plaats drie veroverde zijn derde WK medaille, in 1974 werd hij wereldkampioenen en in 1973 ook derde.
Voor het eerst stonden bij de vrouwen dezelfde medaillewinnaars voor het derde opeenvolgende jaar op het erepodium, voor het derde jaar ook in een andere volgorde. Dorothy Hamill werd de 23e wereldkampioene en de vierde Amerikaanse. Ze trad hiermee in de voetsporen van Tenley Albright (1953, 1955), Carol Heiss (1956-1960) en Peggy Fleming (1966-1968). Het was voor Hamill haar derde medaille, in 1974 en 1975 werd ze tweede. Op plaats twee stond de Oost-Duitse Christine Errath voor het vierde opeenvolgende jaar op het podium, in 1974 werd ze wereldkampioen, in 1973 en 1975 derde. Dianne de Leeuw veroverde haar derde WK medaille oprij, vorig jaar werd ze wereldkampioene, en in 1974 ook derde.
Bij het paarrijden veroverde Irina Rodnina haar achtste opeenvolgende wereldtitel, van 1969-1972 deed ze dit met Aleksej Oelanov, van 1973-1976 met Aleksandr Zajtsev. Het Oost-Duitse paar Romy Kermer / Rolf Österreich op plaats twee veroverden hun derde WK medaille oprij, in 1974 werden zij derde en in 1975 ook tweede. Het Sovjetpaar Irina Vorobieva / Alexandr Vlasov op plaats drie veroverden hun eerste WK medaille.
Bij het ijsdansen veroverden het Sovjetpaar Ljoedmila Potsjomova / Alexandr Gorstsjkov hun zesde wereldtitel. De eerste vijf werden van 1970-1974 behaald. Het was hun zevende medaille, in 1969 werden ze tweede. Hun landgenoten en de wereldkampioenen van 1975, Irina Moiseeva / Andrej Minenkov, eindigden dit jaar op de tweede plaats, het was ook hun tweede WK medaille. Ook het Amerikaanse paar Colleen O'Connor / James Millns plaats drie veroverden hun tweede medaille, in 1975 werden zij tweede.
| Discipline | Goud                                       | Zilver                           | Brons                             |
| ---------- | ------------------------------------------ | -------------------------------- | --------------------------------- |
| Mannen     | John Curry                                 | Vladimir Kovalev                 | Jan Hoffmann                      |
| Vrouwen    | Dorothy Hamill                             | Christine Errath                 | Dianne de Leeuw                   |
| Paren      | Irina Rodnina / Aleksandr Zajtsev          | Romy Kermer / Rolf Österreich    | Irina Vorobieva / Alexandr Vlasov |
| IJsdansen  | Ljoedmila Potsjomova / Alexandr Gorstsjkov | Irina Moiseeva / Andrej Minenkov | Colleen O'Connor / James Millns   |

## Uitslagen
pk = verplichte kür, kk = korte kür, vk = vrije kür, pc/9 = plaatsingcijfer bij negen juryleden
| #      | naam (deelname)         | land                                    | pk | kk | vk | pc/9  |
| ------ | ----------------------- | --------------------------------------- | -- | -- | -- | ----- |
| Goud   | John Curry (6)          | Vlag van Verenigd Koninkrijk            | 2  | 3  | 1  | 13    |
| Zilver | Vladimir Kovalev (4)    | Vlag van Sovjet-Unie                    | 1  | 5  | 4  | 15    |
| Brons  | Jan Hoffmann (6)        | Vlag van Duitse Democratische Republiek | 3  | 2  | 3  | 29    |
| 4      | Toller Cranston (7)     | Vlag van Canada                         | 5  | 1  | 2  | 34    |
| 5      | David Santee            | Vlag van Verenigde Staten               | 4  | 7  | 7  | 47    |
| 6      | Terry Kubicka (3)       | Vlag van Verenigde Staten               | 7  | 4  | 5  | 52    |
| 7      | Minoru Sano (4)         | Vlag van Japan                          | 6  | 6  | 6  | 62    |
| 8      | Igor Bobrin             | Vlag van Sovjet-Unie                    | 8  | 10 | 9  | 74    |
| 9      | Robin Cousins (2)       | Vlag van Verenigd Koninkrijk            | 14 | 14 | 8  | 79    |
| 10     | Pekka Leskinen (3)      | Vlag van Finland (1918-1978)            | 10 | 11 | 13 | 102   |
| 11     | Konstantin Kokora       | Vlag van Sovjet-Unie                    | 11 | 12 | 10 | 101   |
| 12     | Mitsuro Matsumura (2)   | Vlag van Japan                          | 13 | 9  | 11 | 101   |
| 13     | Christophe Boyadjian    | Vlag van Frankrijk                      | 12 | 13 | 15 | 124   |
| 14     | Zdenek Pazdirek (7)     | Vlag van Tsjecho-Slowakije              | 9  | 15 | 16 | 125   |
| 15     | Grzegorz Glowania       | Vlag van Polen (1928-1980)              | 20 | 14 | 12 | 139.5 |
| 16     | Ted Barton              | Vlag van Canada                         | 17 | 17 | 14 | 139.5 |
| 17     | Kenneth Polk            | Vlag van Canada                         | 15 | 16 | 18 | 142   |
| 18     | Glyn Jones (2)          | Vlag van Verenigd Koninkrijk            | 19 | 20 | 17 | 163   |
| 19     | Gert-Walter Gräbner     | Vlag van Bondsrepubliek Duitsland       | 18 | 19 | 19 | 173   |
| 20     | Thomas Öberg (2)        | Vlag van Zweden                         | 16 | 18 | 20 | 175   |
| 21     | Flemming Söderquist (2) | Vlag van Denemarken                     | 21 | 21 | 21 | 189   |

| #      | naam (deelname)           | land                                    | pk | kk | vk | pc/9 |
| ------ | ------------------------- | --------------------------------------- | -- | -- | -- | ---- |
| Goud   | Dorothy Hamill (5)        | Vlag van Verenigde Staten               | 2  | 1  | 1  | 10   |
| Zilver | Christine Errath (6)      | Vlag van Duitse Democratische Republiek | 4  | 2  | 2  | 22   |
| Brons  | Dianne de Leeuw (5)       | Vlag van Nederland                      | 3  | 3  | 4  | 22   |
| 4      | Anett Pötzsch (4)         | Vlag van Duitse Democratische Republiek | 5  | 6  | 5  | 41   |
| 5      | Linda Fratianne           | Vlag van Verenigde Staten               | 6  | 5  | 3  | 43   |
| 6      | Isabel de Navarre (2)     | Vlag van Bondsrepubliek Duitsland       | 1  | 7  | 12 | 55   |
| 7      | Lynn Nightingale (4)      | Vlag van Canada                         | 7  | 4  | 8  | 66   |
| 8      | Wendy Burge (2)           | Vlag van Verenigde Staten               | 8  | 8  | 6  | 69   |
| 9      | Dagmar Lurz (2)           | Vlag van Bondsrepubliek Duitsland       | 9  | 10 | 7  | 80   |
| 10     | Susanna Driano (2)        | Vlag van Italië                         | 10 | 9  | 10 | 88   |
| 11     | Elena Vodorezova          | Vlag van Sovjet-Unie                    | 15 | 12 | 9  | 103  |
| 12     | Kim Alletson (2)          | Vlag van Canada                         | 13 | 11 | 11 | 105  |
| 13     | Karena Richardson         | Vlag van Verenigd Koninkrijk            | 14 | 13 | 14 | 117  |
| 14     | Grażyna Dudek (3)         | Vlag van Polen (1928-1980)              | 17 | 15 | 15 | 131  |
| 15     | Denise Biellmann          | Vlag van Zwitserland                    | 21 | 18 | 13 | 138  |
| 16     | Claudia Kristofics-Binder | Vlag van Oostenrijk                     | 16 | 19 | 16 | 149  |
| 17     | Emi Watanabe (4)          | Vlag van Japan                          | 11 | 16 | 18 | 146  |
| 18     | Eva Durišinová            | Vlag van Tsjecho-Slowakije              | 18 | 17 | 17 | 158  |
| 19     | Hyo Jin-yun (2)           | Vlag van Zuid-Korea                     | 12 | 22 | 20 | 177  |
| 20     | Niina Kyöttinen           | Vlag van Finland (1918-1978)            | 22 | 14 | 21 | 178  |
| 21     | Lislotte Öberg (2)        | Vlag van Zweden                         | 19 | 20 | 19 | 182  |
| 22     | Sharon Burley (5)         | Vlag van Australië                      | 20 | 21 | 22 | 197  |
| 23     | Bente Larsen              | Vlag van Noorwegen                      | 25 | 23 | 23 | 208  |
| 24     | Stella Bristing           | Vlag van Denemarken                     | 24 | 24 | 24 | 215  |
| 25     | Gay Le Comte              | Vlag van Nieuw-Zeeland                  | 23 | 25 | 25 | 225  |

| #      | naam (deelname)                         | land                                    | kk | vk | pc/9  |
| ------ | --------------------------------------- | --------------------------------------- | -- | -- | ----- |
| Goud   | Irina Rodnina (8) Aleksandr Zajtsev (4) | Vlag van Sovjet-Unie                    | 1  | 1  | 9     |
| Zilver | Romy Kermer (4) Rolf Österreich (4)     | Vlag van Duitse Democratische Republiek | 2  | 2  | 23    |
| Brons  | Irina Vorobieva (3) Alexandr Vlasov (3) | Vlag van Sovjet-Unie                    | 3  | 3  | 28    |
| 4      | Manuela Groß (7) Uwe Kagelmann (7)      | Vlag van Duitse Democratische Republiek | 4  | 4  | 30    |
| 5      | Tai Babilonia (3) Randy Gardner (3)     | Vlag van Verenigde Staten               | 5  | 6  | 48    |
| 6      | Nadezjda Gorsjkova Jevgeni Sjevalovski  | Vlag van Sovjet-Unie                    | 6  | 5  | 51    |
| 7      | Kerstin Stolfig (2) Veit Kempe (2)      | Vlag van Duitse Democratische Republiek | 7  | 7  | 64    |
| 8      | Corinna Halke (5) Eberhard Rausch (8)   | Vlag van Bondsrepubliek Duitsland       | 8  | 8  | 71    |
| 9      | Alice Cook William Fauver               | Vlag van Verenigde Staten               | 9  | 9  | 86    |
| 10     | Ingrid Spieglová Alan Spiegl            | Vlag van Tsjecho-Slowakije              | 10 | 10 | 92.5  |
| 11     | Ursula Nemec (4) Michael Nemec (4)      | Vlag van Oostenrijk                     | 11 | 11 | 95    |
| 12     | Candace Jones (2) Don Fraser (2)        | Vlag van Canada                         | 12 | 12 | 110.5 |
| 13     | Gabrielle Beck Jochen Stahl             | Vlag van Bondsrepubliek Duitsland       | 13 | 13 | 111   |

| #      | naam (deelname)                                   | land                              | kk | vk | pc/9 |
| ------ | ------------------------------------------------- | --------------------------------- | -- | -- | ---- |
| Goud   | Ljoedmila Potsjomova (10) Alexandr Gorstsjkov (9) | Vlag van Sovjet-Unie              | 1  | 1  | 9    |
| Zilver | Irina Moiseeva (4) Andrej Minenkov (4)            | Vlag van Sovjet-Unie              | 2  | 2  | 19   |
| Brons  | Colleen O'Connor (3) Jim Millns (3)               | Vlag van Verenigde Staten         | 3  | 3  | 28   |
| 4      | Krisztina Regöczy (4) András Sallay (4)           | Vlag van Hongarije                | 4  | 4  | 36   |
| 5      | Natalja Linitsjoek (3) Gennadi Karponossov (6)    | Vlag van Sovjet-Unie              | 5  | 5  | 43   |
| 6      | Janet Thompson (3) Warren Maxwell (3)             | Vlag van Verenigd Koninkrijk      | 6  | 6  | 55   |
| 7      | Barbara Berezowski (4) David Porter (4)           | Vlag van Canada                   | 9  | 8  | 71   |
| 8      | Eva Peštová (3) Jiři Pokorný (3)                  | Vlag van Tsjecho-Slowakije        | 8  | 9  | 78   |
| 9      | Teresa Weyna (6) Piotr Bojanczyk (6)              | Vlag van Polen (1928-1980)        | 7  | 7  | 75   |
| 10     | Susan Carscallen (2) Eric Gillies (2)             | Vlag van Canada                   | 10 | 10 | 91   |
| 11     | Kay Barsdell (2) Kenneth Foster (2)               | Vlag van Verenigd Koninkrijk      | 11 | 11 | 97   |
| 12     | Susi Handschmann Peter Handschmann                | Vlag van Oostenrijk               | 12 | 12 | 105  |
| 13     | Judi Genovesi (2) Kent Weigle (2)                 | Vlag van Verenigde Staten         | 13 | 13 | 119  |
| 14     | Stefania Bertele Walter Cecconi                   | Vlag van Italië                   | 14 | 14 | 127  |
| 15     | Isabella Rizzi Luigi Freroni                      | Vlag van Italië                   | 15 | 15 | 128  |
| 16     | Marie-Joëlle Michel Frédéric Garcin               | Vlag van Frankrijk                | 16 | 16 | 149  |
| 17     | Elżbieta Wegrzyk Andrzej Alberciak                | Vlag van Polen (1928-1980)        | 17 | 18 | 156  |
| 18     | Susan Kelley Andrew Stroukoff                     | Vlag van Verenigde Staten         | 18 | 17 | 155  |
| 19     | Gabriele Schafer Robert Dietz                     | Vlag van Bondsrepubliek Duitsland | 19 | 19 | 169  |

Medaillewinnaars

Mannen · 
Vrouwen ·
Paren · 
IJsdansen

 Toernooi

1896 · 
1897 · 
1898 · 
1899 · 
1900 · 
1901 · 
1902 · 
1903 · 
1904 · 
1905 · 
1906 · 
1907 · 
1908 · 
1909 · 
1910 · 
1911 · 
1912 · 
1913 · 
1914 · 
1915-1921 · 
1922 · 
1923 · 
1924 · 
1925 · 
1926 · 
1927 · 
1928 · 
1929 · 
1930 · 
1931 · 
1932 · 
1933 · 
1934 · 
1935 · 
1936 · 
1937 · 
1938 · 
1939 ·
1940-1946 · 
1947 · 
1948 · 
1949 · 
1950 · 
1951 · 
1952 · 
1953 · 
1954 · 
1955 · 
1956 · 
1957 · 
1958 · 
1959 · 
1960 · 
1961 · 
1962 · 
1963 · 
1964 · 
1965 · 
1966 · 
1967 · 
1968 · 
1969 · 
1970 · 
1971 · 
1972 · 
1973 · 
1974 · 
1975 · 
1976 · 
1977 · 
1978 · 
1979 · 
1980 · 
1981 · 
1982 · 
1983 · 
1984 · 
1985 · 
1986 · 
1987 · 
1988 · 
1989 · 
1990 · 
1991 · 
1992 · 
1993 · 
1994 · 
1995 ·
1996 · 
1997 · 
1998 · 
1999 · 
2000 · 
2001 · 
2002 · 
2003 · 
2004 · 
2005 · 
2006 ·
2007 ·
2008 ·
2009 ·
2010 ·
2011 ·
2012 ·
2013 ·
2014 ·
2015 ·
2016 ·
2017 ·
2018 ·
2019 · 
2020 · 
2021 ·
2022 ·
2023 ·
2024

 ISU-kampioenschappen

WK kunstschaatsen junioren ·
EK kunstschaatsen ·
Viercontinentenkampioenschap ·
Olympische Spelen